# Żiwko Miłanow
Żiwko Kiriłow Milanow (bułg. Живко Миланов, ur. 15 lipca 1984 roku w Sofii) – bułgarski piłkarz, występujący na pozycji prawego lub środkowego obrońcy.

## Kariera
Jest wychowankiem Lewskiego Sofia, w którego zespole seniorów zadebiutował w sezonie 2002–2003. Jednak przez wiele kolejnych lat był tylko rezerwowym. Dopiero w rundzie wiosennej rozgrywek 2006–2007 zluzował dotychczasowego pierwszego prawego obrońcę, reprezentanta kraju Stanisława Angełowa, który ostatecznie opuścił klub i odszedł do Energie Cottbus. W barwach Lewskiego Milanow trzykrotnie zdobył tytuł mistrza kraju i trzykrotnie – Puchar, a także dotarł do ćwierćfinału Pucharu UEFA i grał w Lidze Mistrzów. W 2010 roku odszedł do FC Vaslui. W 2013 roku został zawodnikiem Tomu Tomsk. W 2015 wrócił do Lewskiego, a w 2016 podpisał kontrakt z APOEL FC.
Przez wiele lat był podstawowym zawodnikiem reprezentacji Bułgarii U-21. W kadrze seniorskiej po raz pierwszy wystąpił 9 maja 2006 roku w wygranym 2:1 z meczu z Japonią. Po rezygnacji Radostina Kisziszewa z gry w kadrze jest podstawowym zawodnikiem drużyny narodowej, walczącej o udział w Mundialu 2010.

## Sukcesy piłkarskie
- mistrzostwo Bułgarii 2006, 2007 i 2009, Puchar Bułgarii 2003, 2005 i 2007 oraz ćwierćfinał Pucharu UEFA 2006 i start w Lidze Mistrzów 2006–2007 z Lewskim Sofia